# Albert Féraud
 (octobre 2020).
Si vous disposez d'ouvrages ou d'articles de référence ou si vous connaissez des sites web de qualité traitant du thème abordé ici, merci de compléter l'article en donnant les références utiles à sa vérifiabilité et en les liant à la section « Notes et références ».
Pour les articles homonymes, voir Féraud.
Albert Féraud, né le 26 novembre 1921 à Paris et mort le 11 janvier 2008 à Bagneux, est un sculpteur français.

## Biographie

### Enfance et formation
Albert Urbain Fernand Féraud naît le 26 novembre 1921 dans le 1er arrondissement de Paris, il est le fils de Charles Richet, Physiologiste, prix Nobel de médecine. et de Geneviève Féraud, chanteuse d'opéra. Il épouse en 1945 Henriette Roger et ont deux filles, Geneviève et Dominique.
Il passe son enfance à Paris, Cap-d'Ail et Nîmes, près de son oncle et retourne à Paris pour finir ses études secondaires.
Pendant la Seconde Guerre mondiale, il quitte Nîmes et entre à l'École des beaux-arts de Montpellier, de Marseille puis de Paris, dans l’atelier d’Alfred Janniot. Il est premier grand prix de Rome de sculpture en 1951.

### Carrière artistique
Entre 1950 et 1960, il exécute de nombreuses œuvres en pierre ou en bronze dont une série de bustes qui l’apparentent à Bourdelle ou à Despiau.
À partir de 1960, Il découvre le matériau de récupération et la liberté créatrice. Son œuvre évolue vers une abstraction de plus en plus marquée.
Après des recherches sur le plomb, il s’oriente vers des travaux en fer soudé puis en acier inoxydable. C’est l’époque de ses deux premières expositions importantes, en 1960 et 1961, à la Galerie 7 de Paris. Depuis, chaque année, une exposition lui est consacrée en France et à l’étranger (Bâle, Zurich, Montréal, Lucerne, Francfort, Berlin, Varsovie, Turin…). Une importante bibliographie est consacrée à l’œuvre de cet artiste dont le nom est lié, pour l’essentiel, à l’exploration des possibilités de ce nouveau matériau, l’inox, dont Albert Féraud est l’un des plus habiles et des plus inspirés manipulateurs.
Il est passionné par la projection, dans l’espace à trois dimensions dont le plan à deux dimensions était jusqu’alors le terrain d’exécution privilégié. Sa sculpture, jusque dans ses exubérances mouvementées où se manifeste la joie de vivre de l’artiste, garde par son sens de l’harmonie et de l’équilibre, une qualité et une densité plastique qui en font l’intérêt, aussi bien pour l’amateur de sculpture que pour l’architecte à la recherche d’une animation.
Aujourd'hui, près de 50 œuvres se trouvent dans des collections publiques, françaises et étrangères, et plus de 70 expositions personnelles ont été organisées dans le monde, dont cette importante exposition itinérante à Shanghai et Pékin, en 2001.
Il meurt le 11 janvier 2008 à Bagneux dans les Hauts-de-Seine.

## Hommage
Il est élu membre de l’Académie des beaux-arts en 1989, au fauteuil d'Hubert Yencesse et sera remplacé à sa mort par Pierre-Édouard. Louis Leygue prononce un discours qui définit parfaitement l'homme, son travail et son œuvre, le 28 mars 1990 dans la séance publique tenue par l’Académie des beaux-arts, pour la réception d’Albert Féraud, élu membre de la section sculpture :

« Votre entrée parmi nous apporte joie et clarté […] à votre manière, vous surgissez avec force […] un tel exposé prépare à trouver toute naturelle la place que vous prenez aujourd'hui. Mais ce tracé idéal, d'une balistique logique, n'est pas celui qui s'est produit effectivement […] en quittant le Lycée Henri IV, vous allez vous inscrire à l'École des beaux-arts dans la section de sculpture […]  d'Alfred Janniot. Sous la tutelle d'un tel maître, vous comprenez rapidement le jeu subtil des pleins et des vides, et vous êtes attiré par la passion des masses vivantes. il arrive un jour que vous preniez part au concours de Rome et il arrive aussi, c'était justice, que vous obteniez le Premier Grand Prix […] rentré à Paris, vous bénéficiez heureusement d'un atelier mis à votre disposition, rue du Commandeur, par l'Académie des Beaux-Arts […] un virage essentiel vous attend […] un local silencieux, vide, est mis à votre disposition par quelqu'un d'important. C'est Monsieur Antoine qui abandonne son usine de métallurgie d’Arcueil. Ici les éléments sont en attente : le métal, l'outillage obéissant à l'électricité, les presses, les sectionneuses, on pourrait dire : les instruments prêts encore à servir, sont là […] ce sont les conditions de travail qui vont animer votre sens de la création […] et jusqu'ici, la terre glaise si affectueuse, la pierre si conciliante dès qu'on sait la prendre, ces collaboratrices vont être délaissées comme inutilisables[…] vous voici forgeron […] le métal est à votre disposition […] un métal dur, brillant et fort cher. Alors vous pensez à l'utiliser en seconde main, quand il a déjà servi […] c'est une nouveauté dans l'histoire de la sculpture que le matériau utilisable, loin d'avoir son aspect premier et d'être prêt à prendre sous l'outil une nouvelle richesse […] le métal vient à vous « tout armé » semble-t-il […] il faudra pourtant adopter des moyens coercitifs pour le soumettre, des moyens à l'échelle de ses exigences, c'est-à-dire la formidable presse d’usine […] vous avez bien senti la position que pouvait prendre la sculpture dans notre fin de siècle […] une remarque s'impose quand on examine l'ensemble de vos œuvres, elles culminent dans les grandes compositions […] votre puissant hommage rendu au Maréchal Kœnig et aux Forces Françaises Libres, qui se déploie à Paris, à la Porte Maillot, semble réaliser pleinement vos désirs. On est saisi par un éclatement brutal. On entend le fracas des armes […] vos lances de métal obliques ou même horizontales, enfoncent l'ennemi et triomphent, ouvrant le passage aux masses qui les renforcent, et qui les suivent. On pense à ce propos aux batailles peintes par Spinello Aretino ou par Paolo Uccello, bien que votre création ait une entière autonomie, et soit seulement révélatrice des cas de conscience de notre époque. Ailleurs, telle grande flamme verticale, sortant du gazon aux abords d'une villa, s'impose soudain comme une nécessité. Ailleurs encore, vos inventions à partir des propositions de pièces métalliques, témoignent d'une certitude d'auteur qui se sent habité. Chez vous, en tous cas, aucun stratagème ou ruse pour faire admettre l'inadmissible, comme le serait une intrusion non souhaitée. Vous êtes le chantre de l'objet oublié, de l'objet dont on avait cru qu'il avait rempli son emploi, dont les esprits pratiques avaient pensé qu'il ne valait plus rien. Ils l'avaient pensé, eux, en termes de profits et pertes. Non comme vous, en valeurs lyriques. Nous sommes ici entre gens qui ont une mission, et tous ceux qui se sont donné une mission éprouvent une joie à l'avoir bien remplie. Aujourd'hui nous sommes joyeux. Nous sommes heureux de vous avoir parmi nous et nous vous applaudissons, Albert Féraud, en camarade et en frère d’armes […] l'homme qui habite le cœur de ces carapaces sonores est un tendre, un rêveur. C'est bien sûr, cette fibre sensible que nous honorons aujourd'hui, c'est l'œuvre d'un créateur qui, j'en reste persuadé, marquera notre époque […] »

## Distinctions
Albert Féraud est promu officier de l'ordre national de la Légion d'honneur en 2002 et nommé chevalier de l'ordre des Palmes académiques en 1998,.

## Élèves
- Rosette Bir (1926-1993)
- Frederick Maroselli[5]
- Jean-Pierre Rives[5]

## Cinéma
Certaines œuvres d'Albert Féraud décorent l'appartement du couple Mézeray dans le film Le Tatoué, réalisé, en 1968, par Denys de La Patellière, avec Jean Gabin et Louis de Funès dans les principaux rôles.[réf. nécessaire]

## Réalisations
On trouve ces œuvres dans de nombreuses villes, par exemple :
- En Andorre :
  - Andorre-la-Vieille, sculpture monumentale, Andorra (1985, acier inoxydable), Chemin de Prada Casadet.
- En France :
  - Bourg-en-Bresse, Signal (1986, acier inoxydable), Galaxie, diamètre 10 m, autoroute de Genève, aire de Bourg-Teyssonge.
  - Reims, Allée de l'Espagne "Sans titre" (1970, acier inoxydable).
  - Reims, Sculpture, école primaire Wilson-Mulhouse (1974, acier inoxydable).
  - Paris 16e, square Alexandre-et-René-Parodi, monument au général Kœnig, Vent des batailles (1984, acier inoxydable), en collaboration avec Marc Landowski. Prix Bartholdi-Eiffel.
  - Le Touquet-Paris-Plage, sculpture L'Arbre de Vie, (1990, acier inoxydé), posée par l'artiste dans le jardin des Arts.

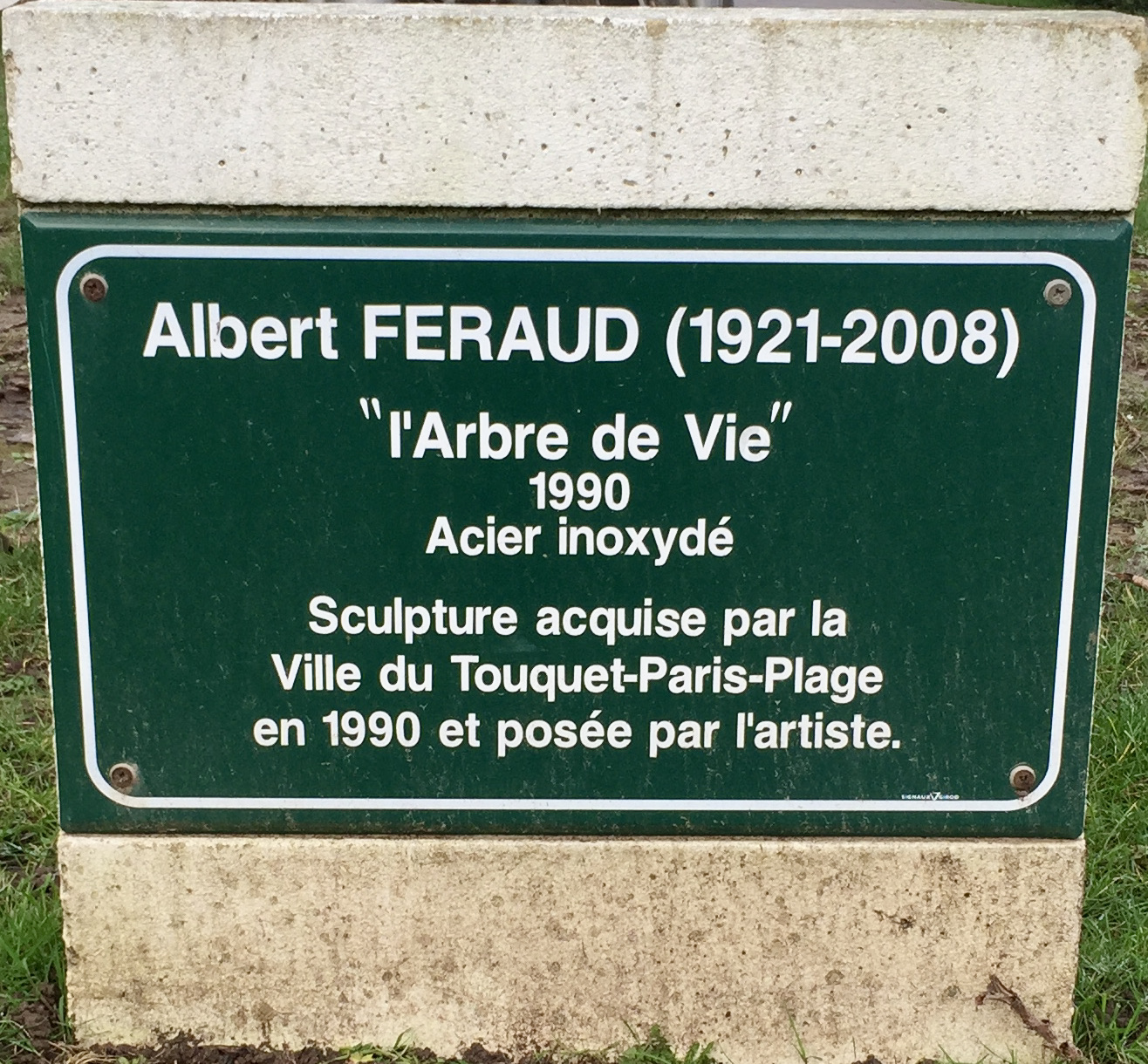
Le Touquet-Paris-Plage.

- - Chatillon, sculpture sans titre (1983, inox) donnée à la ville, initialement sur la place du marché, déplacée à l'entrée de la ville entre le boulevard de la Liberté et la rue Colbert[9].

- En Italie :
  - Saint-Rhémy-en-Bosses, sculpture (acier inoxydable, sans nom) au village médiéval d'Étroubles.

## Pour approfondir